# Гранж (Вевез)
Гранж (фр. Granges) — громада  в Швейцарії в кантоні Фрібур, округ Вевез.

## Географія
Громада розташована на відстані близько 70 км на південний захід від Берна, 40 км на південний захід від Фрібура.
Гранж має площу 4,5 км², з яких на 10,7% дозволяється будівництво (житлове та будівництво доріг), 68,9% використовуються в сільськогосподарських цілях, 20,4% зайнято лісами, 0% не є продуктивними (річки, льодовики або гори).

## Демографія
2019 року в громаді мешкало 864 особи (+5,6% порівняно з 2010 роком), іноземців було 12,8%. Густота населення становила 194 осіб/км².
За віковим діапазоном населення розподілялося таким чином: 24,2% — особи молодші 20 років, 60,2% — особи у віці 20—64 років, 15,6% — особи у віці 65 років та старші. Було 333 помешкань (у середньому 2,6 особи в помешканні).
Із загальної кількості 193 працюючих 18 було зайнятих в первинному секторі, 119 — в обробній промисловості, 56 — в галузі послуг.